# Cosmiophaena
Cosmiophaena is een geslacht van kevers uit de familie bladsprietkevers (Scarabaeidae). Het geslacht werd voor het eerst wetenschappelijk beschreven in 1899 door Kraatz.

## Soorten
- Cosmiophaena impar (Gory & Percheron, 1833)
- Cosmiophaena minor (Kraatz, 1883)
- Cosmiophaena pilosula Kraatz, 1899
- Cosmiophaena rubescens Brancsik, 1914